# Silerton
Silerton és una població dels Estats Units a l'estat de Tennessee. Segons el cens del 2000 tenia 60 habitants.

## Demografia
Segons el cens del 2000, Silerton tenia 60 habitants, 28 habitatges, i 15 famílies. La densitat de població era de 57,9 habitants/km².
Dels 28 habitatges en un 25% hi vivien nens de menys de 18 anys, en un 46,4% hi vivien parelles casades, en un 7,1% dones solteres, i en un 42,9% no eren unitats familiars. En el 39,3% dels habitatges hi vivien persones soles el 28,6% de les quals corresponia a persones de 65 anys o més que vivien soles. El nombre mitjà de persones vivint en cada habitatge era de 2,14 i el nombre mitjà de persones que vivien en cada família era de 2,69.
Per edats la població es repartia de la següent manera: un 23,3% tenia menys de 18 anys, un 3,3% entre 18 i 24, un 26,7% entre 25 i 44, un 25% de 45 a 60 i un 21,7% 65 anys o més.
L'edat mediana era de 43 anys. Per cada 100 dones de 18 o més anys hi havia 100 homes.
La renda mediana per habitatge era de 17.083 $ i la renda mediana per família de 25.417 $. Els homes tenien una renda mediana de 24.583 $ mentre que les dones 12.000 $. La renda per capita de la població era de 25.571 $. Entorn del 33,3% de les famílies i el 19,1% de la població estaven per davall del llindar de pobresa.

## Poblacions més properes
El següent diagrama mostra les poblacions més properes.